# 艾希斯费尔德
艾希斯费尔德（德語：Eichsfeld，發音：[ˈaɪçsfɛlt] 或 [ˈaɪksfɛlt] ⓘ）是德国图林根州西北部、下萨克森州东南部和黑森州东北部的一个地区，主要分为艾希斯费尔德盆地、下艾希斯费尔德（Untereichsfeld）和上艾希斯费尔德（Obereichsfeld）三部分。
历史上，艾希斯费尔德属于美因茨选侯国达几个世纪之久，直至1803年。因此，其成为了以新教为主的德国北部地区中的一个天主教飞地。1945年德国分治后，美苏占领区之间曾依《万弗里德协定》进行过几次小规模的领土交换。